# Willie Somerset
Willard F. Somerset (ur. 17 marca 1942 w Sharon) – amerykański koszykarz, występujący na pozycji rozgrywającego.
12 lutego 1968 ustanowił strzelecki rekord klubu Houston Mavericks, zdobywając w trakcie przegranego (po dogrywce 142–145) spotkania z Anaheim Amigos 43 punkty. Rezultat ten wyrównał 22 stycznia 1969 podczas spotkania z New Orleans Buccaneers. Dwa tygodnie później rekord poprawił Bob Verga (48 pkt.). 23 marca 1968 ustanowił rekord klubu play-off, notując 42 punkty. Ten wynik został poprawiony w 1975 roku przez Marvina Barnesa (43).
23 marca 1969 ustanowił rekord klubu New York Nets, uzyskując 43 punkty w trakcie przegranej 115-117 rywalizacji z Minnesota Pipers. Wynik ten poprawił 10 stycznia 1970 Levern Tart (45).

## Osiągnięcia
Na podstawie, o ile nie zaznaczono inaczej.
NCAA
- Uczestnik turnieju NIT (1962, 1964)
- Zawodnik Roku (Pittsburgh Dapper Dan College Player of the Year – 1965)
- MVP turnieju Pittsburgh Steel Bowl (1965)
- Zaliczony do II składu Converse All-America (1965)
- Drużyna Duquesne Dukes zastrzegła należący do niego numer 24

EPBL/EBA
- Mistrz EBA (1971)
- Wicemistrz:
  - EPBL (1967)
  - EBA (1972)
- MVP:
  - EBA (1971)
  - meczu gwiazd EBA (1971)

ABA
- Uczestnik meczu gwiazd ABA (1969)[4]

Inne
- Wybrany do Galerii Sław Sportu:
  - uczelni Duquesne (1976)
  - stanu Pensylwania (1994)
  - Western Chapter (1982)
  - Mercer County (1997)